# 1603년
1603년은 수요일로 시작하는 평년이다.

## 연호
- 명(明) 만력(萬曆) 31년
- 일본(日本) 게이초(慶長) 8년
- 후 레 왕조(後黎朝) 호앙딘(弘定) 4년
- 막 왕조(莫朝) 끼엔통(乾統) 11년

## 기년
- 류큐(琉球) 쇼네이왕(尚寧王) 15년
- 명(明) 신종 만력제(神宗 萬曆帝) 31년
- 조선(朝鮮) 선조(宣祖) 36년
- 후 레 왕조(後黎朝) 경종(敬宗) 4년

## 사건
- 3월 24일 (게이초8년 2월 12일) - 도쿠가와 이에야스, 에도에 에도 막부(江戶幕府, 도쿠가와 막부(徳川幕府)) 수립.
- 7월 25일 - 스코틀랜드 왕 제임스 6세, 잉글랜드 왕을 겸하게 됨.
- 흑사병, 영국에도 번짐.

## 문화
- 요하네스 바이어, 우라노메트리아(최초로 그리스문자로 별을 표시한 성도) 제작.

## 사망
- 3월 24일 - 엘리자베스 1세, 영국 여왕.